# Antena microstrip

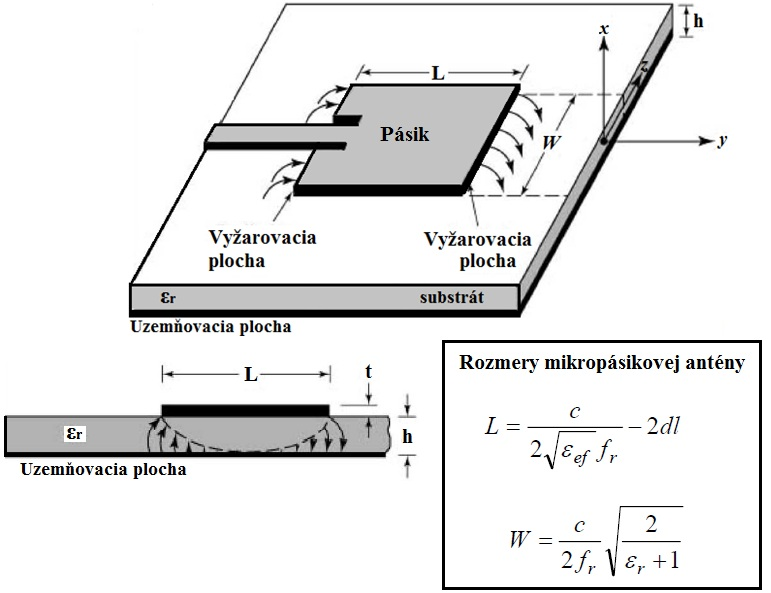
Dimensions de l'antena microstrip. Generalment s'entén que la dimensió L és la dimensió més llarga que provoca ressonància a la seva freqüència igual a la meitat de la longitud d'ona. Les vores radiants es troben als extrems de la dimensió L del rectangle. La radiació que es produeix als extrems de la dimensió W és molt més petita i es coneix com a polarització creuada.

En telecomunicacions, una antena microstrip (també coneguda com a antena impresa) sol significar una antena fabricada mitjançant tècniques fotolitogràfiques sobre una placa de circuit imprès (PCB). És una mena d'antena interna. S'utilitzen principalment a les freqüències de microones. Una antena de microstrip individual consisteix en un pegat de làmina metàl·lica de diverses formes (una antena patch) a la superfície d'un PCB (placa de circuit imprès), amb un pla de terra de làmina metàl·lica a l'altre costat de la placa. La majoria de les antenes microstrip consisteixen en diversos pegats en una matriu bidimensional. L'antena sol estar connectada al transmissor o receptor mitjançant línies de transmissió de microcinta d'alumini. El corrent de radiofreqüència s'aplica (o en les antenes receptores es produeix el senyal rebut) entre l'antena i el pla de terra. Les antenes microstrip s'han fet molt populars en les últimes dècades pel seu perfil pla i prim que es pot incorporar a les superfícies de productes de consum, avions i míssils; la seva facilitat de fabricació mitjançant tècniques de circuits impresos; la facilitat d'integrar l'antena a la mateixa placa amb la resta del circuit, i la possibilitat d'afegir dispositius actius com els circuits integrats de microones a la pròpia antena per fer antenes actives com l'antena patch.

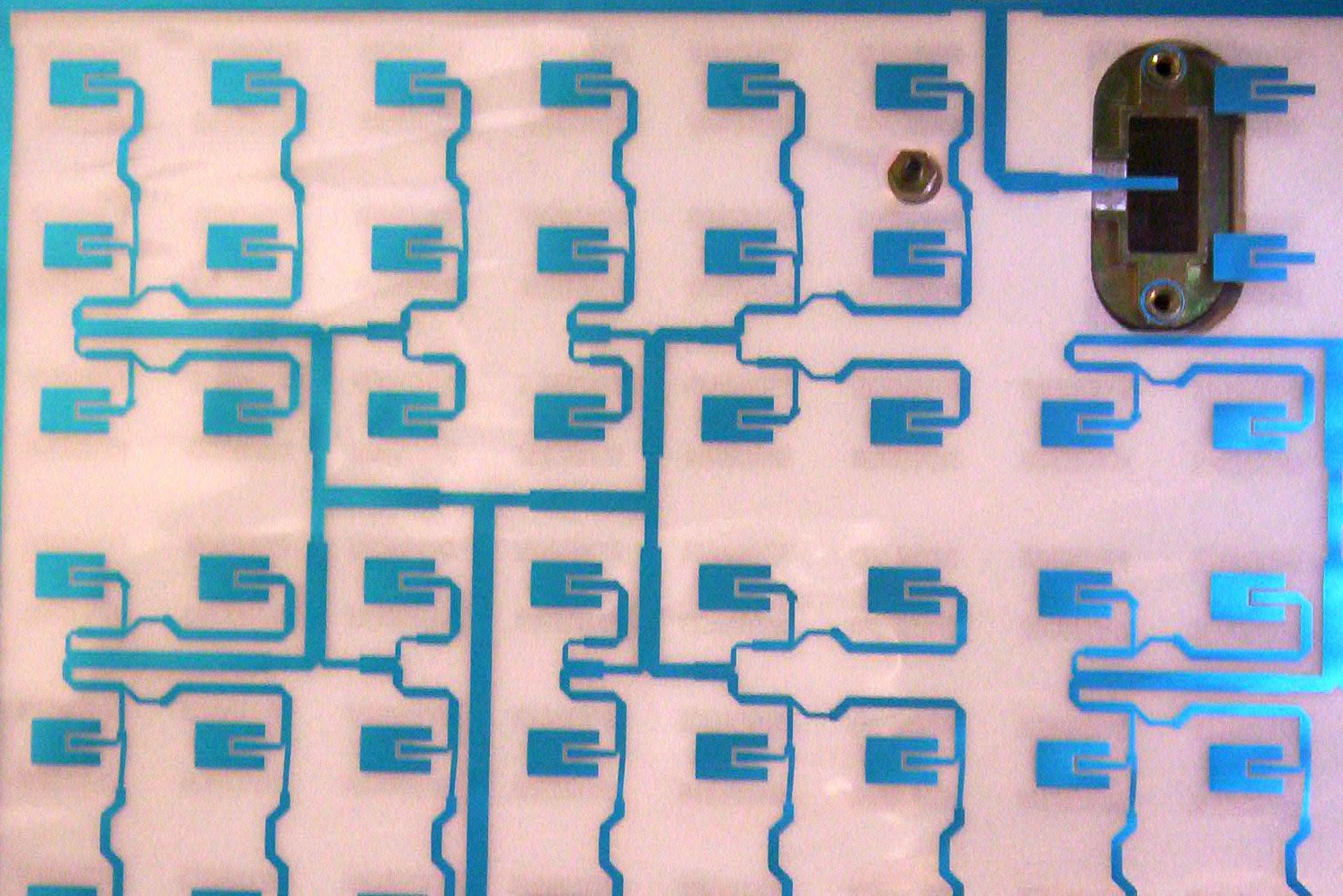
Un conjunt d'antenes de microstrip per a un receptor de televisió per satèl·lit.

El tipus més comú d'antena microstrip es coneix comunament com a antena de patch. També són possibles antenes que utilitzen pedaços com a elements constitutius en una matriu. Una antena de pegat és una antena de banda estreta i de feix ample fabricada gravant el patró de l'element de l'antena en traça metàl·lica unida a un substrat dielèctric aïllant, com una placa de circuit imprès, amb una capa metàl·lica contínua unida al costat oposat del substrat que forma un pla de terra. Les formes comunes d'antena de microstrip són quadrades, rectangulars, circulars i el·líptiques, però qualsevol forma contínua és possible. Algunes antenes de pegat no utilitzen un substrat dielèctric i, en canvi, estan fetes d'un pegat metàl·lic muntat per sobre d'un pla de terra utilitzant separadors dielèctrics; l'estructura resultant és menys robusta però té un ample de banda més ampli. Com que aquestes antenes tenen un perfil molt baix, són mecànicament resistents i es poden conformar per adaptar-se a la superfície corba d'un vehicle, sovint es munten a l'exterior d'avions i naus espacials, o s'incorporen a dispositius mòbils de comunicacions de ràdio.